# Venyera-program
A szovjet Venyera-program keretében 1961 és 1983 között 16 űrszondát küldtek a Vénusz kutatására. A sorozat első három tagja sikertelen volt. A szondák a program közben változtatásokon estek át, három típusukat különböztethetjük meg. A szondákat az NPO Lavocskin vállalat fejlesztette ki és építette meg. A program az elnevezését a bolygó után kapta, Venyera (Венера) a Vénusz neve oroszul.

## Űrszondák

### Venyera–1, –2, –3
A Venyera–1 volt a világ első bolygószondája, 1961. február 12-én indult Bajkonurból. Feladata volt a Vénusz körüli térség vizsgálata, de a rádiókapcsolat 15 nap múlva megszakadt. A sorozat következő hét tagja a Marsz–1-re és az első Zondokra hasonlított. A Venyera–2 kivételével mindegyik egy orbitális és egy leszállóegységből állt. Az orbitális rész feladata volt a landoló rész szállítása. 1965-ben, november 12-én és 16-án indították a Venyera–2-t és Venyera–3-at. Mindkét szonda belső hőmérséklete a Vénusz közelében túllépte a megengedett határt, ami az összeköttetés megszakadásához vezetett.

### Venyera–4
Az 1967. június 12-én indított Venyera–4 elődeinek kissé továbbfejlesztett változata volt. Október 18-án lépett be a Vénusz éjszakai oldalán a légkörbe, majd a leszállóegység levált róla. A leszállás során megkezdte a légkör hőmérsékletének, nyomásának és összetételének mérését. A felszín fölött 23 km-re a rádiókapcsolat megszakadt, valószínűleg a nagy nyomás miatt, ami ekkor 1,8 MPa volt.

### Venyera–5, –6
A Venyera–5 és Venyera–6 leszállóegységét megerősítették, műszereiket továbbfejlesztették. Mindkét szonda 1969 januárjában indult. Május 16-án, illetve május 17-én léptek be a Vénusz légkörébe és a felszíntől 17 km-ig megfelelően működtek. Itt elérte a nyomás a 2,7 MPa-t, amit a szondák már nem tudtak elviselni. A két szonda mérései alapján számításokkal határozták meg a bolygó felszínén uralkodó viszonyokat: 500 °C körüli hőmérséklet és nagyjából 10 MPa nyomás.

### Venyera–7
1970-ben a Venyera–7 volt az első Vénusz-szonda, ami simán leszállt a felszínen és onnan mérési eredményeket továbbított. A leszállóegységet úgy alakították ki, hogy akár 18 MPa nyomást és 530 °C-os hőmérsékletet is elviseljen. 1970. december 15-én lépett be a légkörbe és a leereszkedés után még 23 percig működött. A fedélzeti adatközlő egység meghibásodása miatt azonban csak hőmérsékleti adatokat továbbított.

### Venyera–8
A Venyera–8 feladata volt az első talajvizsgálatok elvégzése. 1972. március 27-én indították a Vénusz felé, és július 22-én szállt le simán a felszínre. A leszállóegység 50 percig működött. Ez alatt a szokásos hőmérséklet- és nyomásmérésen kívül egy gamma-spektrométer segítségével a talaj összetételét, valamint egy fotométerrel a megvilágítási viszonyokat is vizsgálta. A mérések eredményeként a leszállóhelyen a földi gránithoz hasonló talajt azonosítottak. A Vénusz nappali oldalán a fényviszonyok egy erősen borús földi napra emlékeztettek.

### Venyera–9, –10
A szondasorozat új generációját képviselte az 1975-ben indított Venyera–9 és Venyera–10. A sorozatot a Marsz szondákhoz hasonló szerkezeti elvek alapján alakították át, tömegük 5 t-ra növekedett. Az orbitális rész a Vénusz körüli pályára álláson kívül a leszállás alatt mint közvetítőállomás, utána pedig mint önálló Vénusz-műhold tevékenykedett. A két szonda október 22-én, illetve október 25-én lépett be a Vénusz légkörébe, az átalakított leszállóegység ereszkedése kb. 75 percig tartott. Először készítettek panorámaképeket a felszínen, újabb talajelemzéseket végeztek, valamint vizsgálták a légkör tulajdonságait. A leszállóegységek 53, illetve 65 percig működtek. Az orbiterek 1976 júniusáig vizsgálták a bolygó légkörét és felhőzetét.

### Venyera–11, –12
1978-ban ismét két szondát, a Venyera–11-et és a Venyera–12-t indították a Vénusz kutatására. Műszerezettségüket továbbfejlesztették, például a Venyera–12-t hangérzékelőkkel látták el, hogy a feltételezett villámlásokat kísérő hangjelenségeket rögzíteni tudják. A kísérlet jól sikerült, a Venyera valóban észlelt elektromos kisüléseket a légkörben.

### Venyera–13, –14
1981 végén a Venyera–13 és Venyera–14 indult a Vénusz felé. A Venyera–13 1982. március 1-jén, a vele felépítésben azonos másik szonda négy nappal később szállt le. Ezek a szondák közvetítették az első színes felvételeket a felszínről, valamint tovább folytatták a korábbi szondák  által megkezdett talajkutatást is.

### Venyera–15, –16
1983 végén a Venyera–15 és Venyera–16 az űrszondasorozat utolsó tagjaként indult a Vénusz felé. A Venyera–15 1983. október 10-én, a Venyera–16 1983. október 11-én kezdte meg keringését a Vénusz körül. Ezek a szondák tovább folytatták a korábbi szondák  által megkezdett talajkutatást is. A kutatási sorozat utolsó tagjai (Venyera–15, Venyera–16) a bolygó feltérképezését végezték radarberendezésük segítségével. A képeken néhány aktív vulkán helyzetét is sikerült meghatározni.